# Elecciones generales de Cuba de 1944
Unas elecciones generales se celebraron en Cuba el 1 de junio de 1944. Ramón Grau San Martín ganó las elecciones presidenciales bajo la bandera de la Alianza Auténtico-Republicana, mientras que el Partido Auténtico emergió como el partido más grande en la Cámara de Representantes, ganando 19 de los 70 plazas en disputa en las elecciones. El éxito de la Alianza en estas elecciones fue llamado “Jornadas Gloriosas de Junio” por el político cubano Eduardo Chibás.

## Resultados

### Elecciones presidenciales
|  | 55.39 % |

|  | 44.61 % |

### Senado
| Partido                          | Votos | % | Escaños | +/-   |
| -------------------------------- | ----- | - | ------- | ----- |
| Alianza Auténtico-Republicana    |       |   | 24      | Nuevo |
| Coalición Socialista Democrática |       |   | 30      | Nuevo |
| Votos nulos/en blanco            |       | - | -       | -     |
| Total                            |       |   | 54      | +18   |
| Fuente: Nohlen                   |       |   |         |       |

### Cámara de Representantes
| Partido                    | Votos | % | Seats | +/-   |
| -------------------------- | ----- | - | ----- | ----- |
| Partido Auténtico          |       |   | 19    | +9    |
| Partido Liberal            |       |   | 18    | -3    |
| Partido Demócrata          |       |   | 17    | -4    |
| Partido Republicano        |       |   | 8     | Nuevo |
| Partido Socialista Popular |       |   | 4     | Nuevo |
| ABC                        |       |   | 4     | +2    |
| Votos nulos/en blanco      |       | - | -     | -     |
| Total                      |       |   | 70    | +13   |
| Fuente: Nohlen             |       |   |       |       |